# 구보석
구보석(1958년 11월 25일 ~ )은 대한민국의 배우이다.
1979년 연극 《맹진사댁 여식 시집가는 날》에서 단역을 통하여 연극배우로 첫 데뷔한 그는 1년 후 1980년 당시 뮤지컬 《미카도》의 단역을 통하여 뮤지컬배우 데뷔 후 같은 해 1980년 영화 《달려라 풍선》에서 단역을 통하여 영화배우 데뷔하였으며 1983년 11월, MBC 문화방송 공채 17기 탤런트 정식 데뷔하였다.

## 출연작

### 연극
- 《맹진사댁 여식 시집가는 날》 (1979) - 맹진사의 5촌 종숙부 맹갑종의 친손주 맹용봉 역(단역)

### 뮤지컬
- 《미카도》 (1980) ... 영국에서 일본 여행을 온 런던 청년 소니 찰스 역(단역)

### 영화
- 《달려라 풍선》 (1980) - 단역
- 《누가 나를 미치게 하는가》 (1995) - 조연
- 《돼지가 우물에 빠진 날》(1996) - 녹음실 사장 역
- 《클럽 버터플라이》 (2001) - 상철 역

### TV 드라마
- 전원일기 (1984)
- 임진왜란 (1985)
- 독도 수비대 (1989)
- 질투 (1992)
- 굿모닝 영동 (1993)
- 사랑을 그대품안에 (1994)
- 의가형제 (1997)
- 해바라기 (1998)
- 시트콤 여자 대 여자 (1998)
- 허준 (1999)
- 뜨거운 것이 좋아 (2000)
- 야인시대 (2002) - 아오마스 역
- 영웅시대 (2004)
- 제5공화국 (2005)
- 신돈 (2005)
- 무신 (2012)